# Bäckträsket
Bäckträsket är en sjö i Piteå kommun i Norrbotten och ingår i Lillpiteälvens huvudavrinningsområde. Sjön har en area på 0,118 kvadratkilometer och ligger 102 meter över havet.

## Delavrinningsområde
Bäckträsket ingår i det delavrinningsområde (727179-174389) som SMHI kallar för Mynnar i Norrbodbäcken. Medelhöjden är 140 meter över havet och ytan är 29,27 kvadratkilometer. Det finns inga avrinningsområden uppströms utan avrinningsområdet är högsta punkten. Vattendraget som avvattnar avrinningsområdet har biflödesordning 3, vilket innebär att vattnet flödar genom totalt 3 vattendrag innan det når havet efter 10 kilometer. Avrinningsområdet består mestadels av skog (89 procent). Avrinningsområdet har 0,11 kvadratkilometer vattenytor vilket ger det en sjöprocent på 0,4 procent.